# Liste des députés européens de Lituanie de la 7e législature
Cet article présente la liste des députés européens de Lituanie pour la mandature 2009-2014, élus lors des élections européennes de 2009 en Lituanie.
| Nom                            | Parti                                                | Groupe parlementaire européen | Portrait |
| ------------------------------ | ---------------------------------------------------- | ----------------------------- | -------- |
| Laima Andrikienė               | Union de la patrie - Chrétiens-démocrates lituaniens | PPE                           |          |
| Zigmantas Balčytis             | Parti social-démocrate lituanien                     | S&D                           |          |
| Vilija Blinkevičiūtė           | Parti social-démocrate lituanien                     | S&D                           |          |
| Leonidas Donskis               | Mouvement libéral de la République de Lituanie       | ADLE                          |          |
| Juozas Imbrasas                | Ordre et justice                                     | ELD                           |          |
| Vytautas Landsbergis           | Union de la patrie - Chrétiens-démocrates lituaniens | PPE                           |          |
| Radvilė Morkūnaitė-Mikulėnienė | Union de la patrie - Chrétiens-démocrates lituaniens | PPE                           |          |
| Rolandas Paksas                | Ordre et justice                                     | ELD                           |          |
| Justas Vincas Paleckis         | Parti social-démocrate lituanien                     | S&D                           |          |
| Algirdas Saudargas             | Union de la patrie - Chrétiens-démocrates lituaniens | PPE                           |          |
| Valdemar Tomaševski            | Action électorale polonaise de Lituanie              | ECR                           |          |
| Viktoras Uspaskich             | Parti du travail                                     | ADLE                          |          |